# گالوز (لوئیزیانا)
گالوز (به انگلیسی: Galvez) یک منطقهٔ مسکونی در ایالات متحده آمریکا است که در لوئیزیانا واقع شده‌است.